# Aristolochia longipes
Aristolochia longipes là một loài thực vật có hoa trong họ Aristolochiaceae. Loài này được S.Watson mô tả khoa học đầu tiên năm 1887.